# Śmietanicze (obwód homelski)
Śmietanicze (biał. Сьмятанічы, ros. Сметаничи) – wieś na Białorusi położona w obwodzie homelskim, w rejonie petrykowskim, 54 km od Mozyru przy drodze Kobryń – Homel. We wsi działa m.in. szkoła podstawowa i średnia.
Wieś magnacka położona była w końcu XVIII wieku w hrabstwie petrykowskim w powiecie mozyrskim województwa mińskiego. 